# Hans Intorp
Hans Wilhelm Josef Intorp (* 7. Juli 1933; † 15. März 2020) war ein deutscher Mediziner und Hochschullehrer.

## Leben
Hans Intorp studierte Medizin an der Albert-Ludwigs-Universität Freiburg und wurde 1959 in Freiburg zum Dr. med. promoviert. Anschließend absolvierte er ein Postdoc an der University at Buffalo, The State University of New York. Er war Facharzt für Innere Medizin und Immunologie, Chefarzt der Inneren Abteilung des Uerdinger Krankenhauses und Professor an der Medizinischen Fakultät der Westfälischen Wilhelms-Universität Münster.
Er engagierte sich unter anderem in den Themenfeldern der Palliativmedizin, Sterbebegleitung und Euthanasie.
Seit 1980 war er Ehrenmitglied der katholischen Studentenverbindung KDStV Winfridia (Breslau) Münster im CV.

## Schriften
- Hans Intorp: Tierexperimentelle Untersuchungen über die Tetanustoxin entgiftende Wirkung des Periston, Freiburg 1959
- Hans Intorp: Antigene Des Kardiovaskularen Systems Und Ihre Immunpathologische Bedeutung, Urban und Schwarzenberg 1975, ISBN 3-541-06831-0
- Hans Intorp und D. Nolte: Immunabwehr des Respirationstrakts, Dustri-Verlag Feistle 1980, ISBN 3-87185-071-3
- Rainer Beckmann (Hrsg.), Mechthild Löhr (Hrsg.), Julia Schätzle (Hrsg.), Hans Intorp (Autor) et al.: Sterben in Würde, Sinus 2004, ISBN 3-88289-809-7

Artikel
- Hans W. Intorp and Felix Milgrom: Thermostable Kidney Antigen and Its Excretion into Urine, IN: J Immunol June 1, 1968, 100 (6) 1195-1203
- Hans Intorp und Sibylle Hussmann: Neue Erkenntnisse über die Bedeutung kardiometaboler Risikofaktoren, IN: Dtsch Arztebl Int 2017; 114: 212; DOI:10.3238/arztebl.2017.0212a
- Hans Intorp, Carsten Schneider und Sibylle Hussmann: Arteriosklerose: Entstehung und Therapie der KHK: neue Erkenntnisse, IN: Dtsch Arztebl 2016; 113(17): A-830 / B-704 / C-694
- Hans Intorp: Atherosklerose als inflammatorischer Prozess: Grundlagen für neue Fragestellungen, IN: Dtsch Arztebl 2003; 100(23): A-1621 / B-1342 / C-1258